# Кунрат Јакоп Теминк
Кунрат Јакоп Теминк (хол. Coenraad Jacob Temminck; 31. март 1778. – 30. јануар 1858) био је холандски аристократа, зоолог и директор музеја.

## Биографија
Кунрат Јакоп Теминк је рођен 31. 3. 1778. у Низоземској републици у граду Амстердаму. Од свог оца, који је био благајник Холандске источноиндијске компаније, и који је имао додира са великим бројем истраживача и колекционара, наследио је велику колекцију птица. Кунратов отац је био близак пријатељ истраживача Франсое Левалијана.
Био је први директор Националног природњачког музеја у Лајдену, на тој функцији је био од 1820. године до своје смрти 1858. Изабран је за страног члана Краљевске шведске академије наука 1831. Неколико година касније, 1836. постао је члан Краљевског института, претече Краљевске холандске академије уметности и наука.
Теминк је умро у холандском граду Лајдену 30. 1. 1858.

## Дела
Теминково дело "Manuel d'ornithologie, ou Tableau systématique des oiseaux qui se trouvent en Europe" (1815), годинама је сматрано једном од најзначајнијих књига о европским птицама. Аутор је и дела као што су "Histoire naturelle générale des Pigeons et des Gallinacées" (1813–1817), "Nouveau Recueil de Planches coloriées d'Oiseaux" (1820–1839), а допринео је и сегменту о сисарима у делу Филипа Франца фон Зиболда "Fauna japonica" (1844–1850).
Кунрат Јакоп Теминк, је у сарадњи са Хајнрихом Кулом, објавио описе папагаја, укључујући опис западне розеле (Platycercus icterotis).
Теминк је 1807. описао безрепог мутанта цејлонске дивље кокошке (Gallus lafayettii), чије је постојање нетачно оспоравао енглески природњак Чарлс Дарвин.